# Robert Beatty
Robert Beatty, född 19 oktober 1909 i Hamilton i Ontario, död 3 mars 1992 i London i Storbritannien, var en kanadensisk skådespelare.
Robert Beatty arbetade som kassör och försäljare innan han for till London och började studera vid Royal Academy of Dramatic Art. Han gjorde såväl scen- som filmdebut i London 1938.
Beatty anlitades ofta som karaktärsskådespelare, ofta i litet barska roller.

## Filmografi (urval)
- 1938 – Murder in Soho
- 1946 – En natt att leva
- 1947 – Under jorden
- 1962 – The Amorous Prawn
- 1968 – 2001 – Ett rymdäventyr
- 1969 – Örnnästet
- 1972 – Pope Joan
- 1976 – Rosa Pantern slår igen
- 1977 – Jesus från Nasareth (TV-serie)
- 1983 – Stålmannen går på en krypto-nit
- 1987 – Stålmannen i kamp för freden